# 赵玉明 (1914年)
赵玉明（法語：José Rolando Gustavo Prévost Godard，1914年10月25日—2005年11月13日）是天主教加拿大籍主教及魁北克外方傳教會會士。曾任熱河省林東宗座監牧區宗座監牧（1946年-1956年）及秘魯普卡爾帕宗座代牧區宗座代牧（1956年-1989年）。

## 生平
赵玉明出生于1914年10月25日，在法国。1934年，他19歲時加入魁北克外方傳教會。1938年6月29日，趙玉明在23歲時加拿大滿地可總教區晉鐸。其後，被派遣前往中国东北傳教。
1946年11月28日，趙玉明神父32歲時獲時任教宗庇護十二世任命為熱河省林東宗座監牧區宗座監牧。其後由于，当地被中国共产党占领，赵玉明神父无法开展教务。
1947年12月3日，聖座駐華公使黎培理總主教在上海创立中華全國教務協進委員會，趙玉明神父獲任命他为副秘書長、修院教育組主任。1949年10月1日，中國共產黨在中國大陸地區建立中華人民共和國，並開始針對天主教進行宗教迫害及打壓，教會已經無法正常運作。1951年9月6日，赵玉明神父与陳哲敏、沈士賢、侯之正和高樂康在上海天主教協進會被捕，且於1954年被驱逐出境。
1956年11月11日，赵玉明調任成為秘魯普卡爾帕宗座代牧區首任宗座代牧，領銜突尼斯阿梅達拉教區主教。1957年1月6日，由滿地可總教區總主教保祿-埃米爾·萊熱樞機主禮晉牧。
曾出席1962年至1965年間舉行的梵蒂岡第二屆大公會議。1989年10月23日榮休，由胡安·路易斯·馬丁·比松接替出任普卡爾帕宗座代牧。晚年，他在加拿大魁北克外方傳教會會院休養。2005年11月13日，趙玉明主教在加拿大魁北克去世，享年91岁。